# Austrobryonia micrantha
Austrobryonia micrantha är en gurkväxtart som först beskrevs av F.Müll., och fick sitt nu gällande namn av I.Telford. Austrobryonia micrantha ingår i släktet Austrobryonia och familjen gurkväxter. Inga underarter finns listade i Catalogue of Life.